# Dekompresja (nurkowanie)
Dekompresja – zmiana ciśnienia z wysokiego na niskie w trakcie którego następuje proces usuwania gazów (głównie azotu) nagromadzonych w organizmie nurka podczas oddychania w warunkach podwyższonego ciśnienia.
Gazem najczęściej używanym do oddychania pod wodą jest powietrze - mieszanka tlenu i azotu. Wraz ze wzrostem głębokości na jakiej znajduje się nurek, gaz ten podawany jest przez automat oddechowy pod coraz większym ciśnieniem, równym ciśnieniu otaczającej wody. W takich warunkach następuje wzrost ilości azotu rozpuszczonego we krwi nurka oraz innych tkankach organizmu. Proces nagromadzenia się gazów jest różny w zależności od rodzaju tkanki.
Jeśli na skutek długiego lub głębokiego nurkowania w tkankach nurka znajdzie się duża ilość azotu, bezpośrednie wynurzenie na powierzchnię może spowodować powstanie w tkankach pęcherzyków azotu, które mogą spowodować zatory, niedotlenienie partii organizmu, czy rozerwanie tkanek (tzw. choroba dekompresyjna). Objawy mogą pojawić się bezpośrednio po gwałtownej dekompresji ale także po latach, np. w postaci kruchości kości.
Aby zapobiec negatywnym skutkom dekompresji konieczne jest spowolnienie wynurzenia, aby nagromadzony we krwi azot został usunięty z organizmu w procesie oddychania. W tym celu wykonuje się przystanki dekompresyjne wyznaczone za pomocą tabel dekompresyjnych lub komputera nurkowego.
W przypadku oddychania innymi niż powietrze mieszaninami, takimi jak np. nitrox albo trimix, zachodzi analogiczny proces, jednak przebieg (czas) nasycania organizmu oraz dekompresji jest inny.